# Wadąg
Wadąg, bis 1949 Wadangsee, ist ein Rinnensee von 494 Hektar Fläche in der Woiwodschaft Ermland-Masuren. Er liegt sechs Kilometer nordöstlich der Stadt Olsztyn.